# Tipula cockerelliana
Tipula cockerelliana är en tvåvingeart som beskrevs av Alexander 1925. Tipula cockerelliana ingår i släktet Tipula och familjen storharkrankar. Inga underarter finns listade i Catalogue of Life.